# リルン氷河
リルン氷河（リルンひょうが）は、ユーラシア大陸中央部のヒマラヤ山脈に存在する、氷河の1つである。

## 概説
リルン氷河はランタン谷に存在する氷河である。

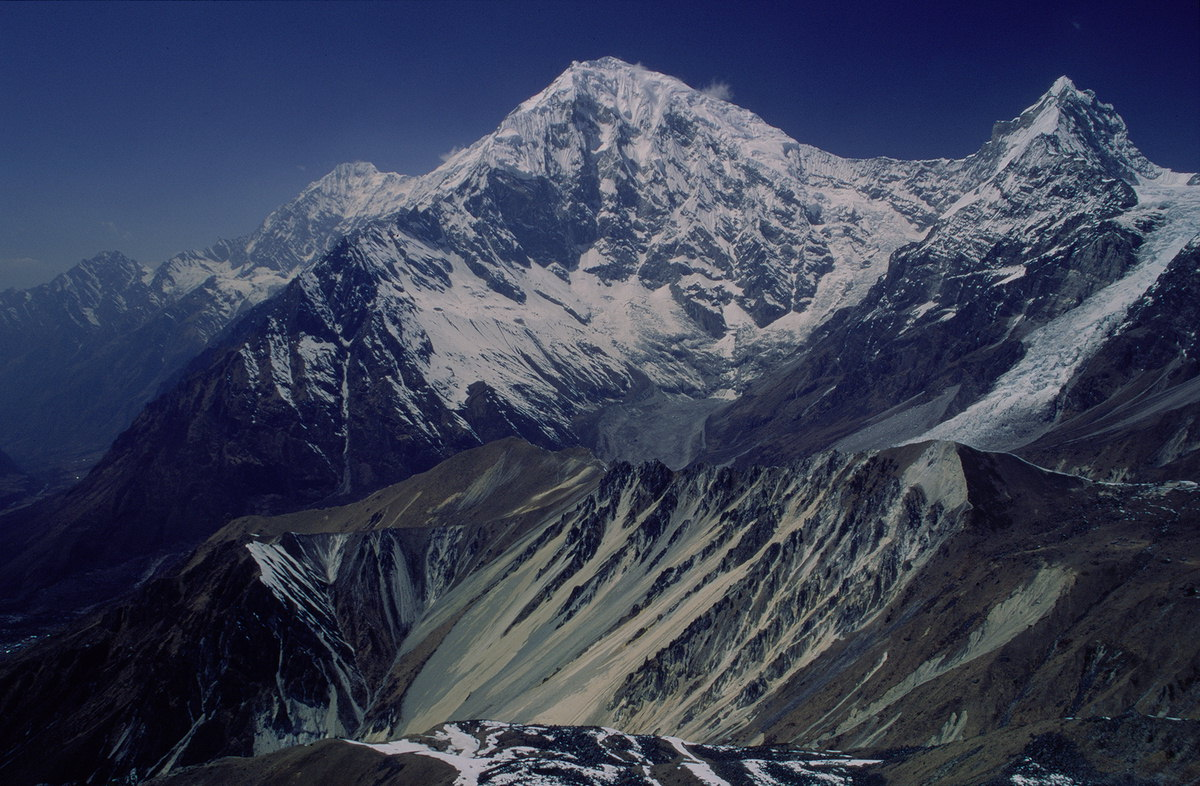
写真中央の雪を冠した高山がランタンリルン山。これを流れ降っているのがリルン氷河であり、下流部が岩石（ティル）に覆われて灰色になっているのも確認できる。

この氷河は、ネパールのランタン国立公園内にあり、同公園内における最高峰であるランタンリルン山（山頂の標高は約7234 m）から流れ出している。この山から大体東の方向へとリルン氷河は流れ出して、2002年時点で、標高約5000 mを下回った辺りから氷河の融解が始まり、おおよそ標高4000 m付近まで流れ降っていた。ただし、地球温暖化の影響を受けて、氷の量は急速に減りつつある。なお、氷河の融解が始まる標高よりも下流側には、氷河のすぐ横にサイドモレーン（ラテラルモレーン、または、側堆石）が見られる。そして、この氷河の下流部はティル（氷河が削り取った岩石片。デブリとも呼ばれる。）によって、その表面が覆われている（つまり氷が見えない状態にある）。

## 氷の減少
近年リルン氷河は、地球温暖化の影響を受けて氷の減少が続いている。特に1990年代に入ってからヒマラヤ地域の氷河は後退傾向にあり、さらに2001年以降（21世紀に入って）、氷河の後退速度（氷の減少速度）は加速する傾向が見られる。そして、2012年現在、リルン氷河もまた氷の量が少なくなりつつある状況にあって、氷河の氷の厚さが薄くなってきており、氷が薄くなる速度が加速してきている状態にある。

## リルン氷河と生物
これはリルン氷河に限ったことではないものの、リルン氷河の下流部のように、その表面がティル（デブリとも言う）に覆われている氷河の場合、氷河の内部の水（氷河内部水）のある場所や、氷河表面の池（氷河上湖）などに生物が生息していることが判明した。